# Le Roi des renards
Le Roi des renards est le second tome de la trilogie Le Conclave des ombres, série de fantasy écrite par Raymond Elias Feist.
Le livre est sorti le 13 novembre 2008 aux éditions Bragelonne.

## Résumé
Ser Fauconnier retourne dans les Royaumes de l'Est pour entrer au service du duc Kaspar d'Olasko. Le héros a pour seule pensée la vengeance de son peuple, les Orosinis, pour enfin trouver la paix. De plus il est toujours au service du conclave des ombres et doit en découvrir plus sur le puissant magicien, Leso Varen, qui sert Kaspar. Celui-ci lui demande d'éliminer ses ennemis, ce que Ser, pour conserver sa confiance, doit réussir.
Il ignore cependant qu'il n'est qu'un pion que Kaspar est décidé à sacrifier. Ser survivant, les plans de Kaspar sont déjoués, et il en impute la responsabilité à Ser, qu'il exile sur une île-prison et fait amputer de son bras d'épée. En prison, Ser profite de la surveillance laxiste pour prendre le contrôle informel de la forteresse et organiser l'évasion de tous les détenus, dont Quint Havrevurlen.
Ayant réussi à regagner la civilisation avec une petite poignée de survivants, il organise et mène l'attaque du palais du duc à Opardum. Il tue Leso Varen pendant l'assaut, ce qui permet au Conclave de découvrir que Varen a ouvert une faille sur Midkemia, et neutralise Kaspar. Il accorde alors son pardon à Quint et refuse de même de tuer Kaspar, demandant à Magnus de l'exiler. Kaspar est alors abandonné sans équipement et en plein désert sur Novindus, où ses aventures sont contées dans Le Retour du banni.

## Personnages
Les personnages principaux sont :
- Serwin Fauconnier
- Kaspar d'Olasko
- Amafi
- Quint Havrevulen
- Membres du conclave des ombres

## Sources
- Le site officiel de Raymond E. Feist
- Le site des éditions Bragelonne
- Forum Les chroniques de Krondor (inscription requise)